# Największe przeboje (album Verby)
Największe przeboje – pierwsza kompilacja najpopularniejszych przebojów polskiego zespołu Verba, wydany 21 kwietnia 2006 roku. Płytę promuje singel „Młode wilki 3”. Znalazły się na niej: dobrze znane single zespołu wraz z teledyskami i wersjami instrumentalnymi (m.in.: „Mogliśmy”, „Nic więcej”, „Pamiętasz”, „Ten czas” i „Zaopiekuj się mną”) oraz 3 nowe utwory: „Młode wilki 3” (nowa część opowieści o „Młodych Wilkach” - solowy występ Bartłomieja Kielara), „Te chwile” (solowy występ Ignacego Ereńskiego) i „Czerwone niebo” (wspólny utwór). Album zawiera również plakat duetu Verba ze specjalnej limitowanej edycji.
Nagrania dotarły do 11. miejsca listy OLiS.

## Lista utworów
- Piosenki

1. „Mogliśmy” - 3:27
2. „Nic więcej” - 3:22
3. „Pamiętasz” - 3:06
4. „Ten czas” - 3:40
5. „Summer Patrol” - 2:45
6. „Słuchaj Skarbie” - 3:51
7. „Zaopiekuj się mną" (Feat. Rezerwat) - 3:35
8. „Przyjdź do mnie nocą” - 3:39
9. „Młode wilki” - 3:02
10. „Młode wilki 2” - 3:28
11. „Młode wilki 3” - 3:20
12. „Te chwile” - 3:19
13. „Czerwone niebo” - 3:12

- Wersje instrumentalne

1. „Mogliśmy” - 3:18
2. „Nic więcej” - 3:17
3. „Pamiętasz” - 2:37
4. „Ten czas” - 3:37

- Teledyski

1. „Mogliśmy” - 3:17
2. „Nic więcej” - 3:30
3. „Pamiętasz” - 3:17
4. „Ten czas” - 3:23
5. „Zaopiekuj się mną” (Feat. Rezerwat) - 3:40